# Беднарек, Сильвестер
Сильвестер Беднарек (пол. Sylwester Bednarek; род. 28 апреля 1989, Гловно, Лодзинское воеводство, Польша) — польский легкоатлет, специализирующийся в прыжке в высоту. Бронзовый призёр чемпионата мира (2009). Чемпион Европы в помещении 2017 года. Семикратный чемпион Польши. Участник летних Олимпийских игр 2016 года.

## Биография
С 16 лет выступает на международных соревнованиях за сборную Польши. В 2008 году стал серебряным призёром чемпионата мира среди юниоров с результатом 2,24 м.
В следующем сезоне выиграл молодёжное первенство Европы с личным рекордом 2,28 м. Этот результат был ниже норматива, установленного польской федерацией для участия во взрослом чемпионате мира в Берлине. Однако благодаря протекции олимпийского призёра в прыжке в высоту Артура Партыки 20-летний Сильвестер поехал в столицу Германии набираться опыта. Ему удалось попасть в финал с последнего проходного места. Основные соревнования у прыгунов в высоту проходили под дождём, из-за чего многие фавориты не смогли показать свой максимум. Зато это удалось Беднареку, который впервые в карьере прыгнул выше 2,30 м: с результатом 2,32 м он стал бронзовым призёром, уступив чемпиону Ярославу Рыбакову только по попыткам.
Вслед за этим успехом последовала долгая череда неудач. В 2010 году Беднарек занял 10-е место на чемпионате Европы, после чего следующие четыре года был вынужден почти полностью пропустить из-за травм. Сначала появились боли в колене, а затем потребовалось лечить ахиллово сухожилие (на котором за 6 лет было сделано 4 операции).
В 2015 году после 12 лет работы с Лехом Краковяком он перешёл к Михалу Лицвинко, мужу и тренеру прыгуньи Камилы Лицвинко. Вернулся в сектор на чемпионате Европы в помещении, но не смог преодолеть квалификацию. Летом впервые за шесть лет прыгнул на 2,30 м на турнире в Чехии.
Вновь взял эту высоту за две недели до Олимпийских игр в Рио-де-Жанейро, однако в Бразилии был далёк от попадания в финал: только 2,22 м и 30-е место.
В зимнем сезоне 2017 года установил личный рекорд 2,33 м и в качестве лидера мирового сезона поехал на чемпионат Европы в помещении. Ему удалось подтвердить этот статус на континентальном первенстве: с прыжком на 2,32 м Беднарек стал победителем соревнований.

## Основные результаты
| Год  | Турнир                          | Место проведения         | Место        | Результат |
| ---- | ------------------------------- | ------------------------ | ------------ | --------- |
| 2005 | Чемпионат мира среди юношей     | Марракеш, Марокко        | 4-е          | 2,18 м    |
| 2006 | Чемпионат мира среди юниоров    | Пекин, Китай             | 4-е          | 2,23 м    |
| 2007 | Чемпионат Европы среди юниоров  | Хенгело, Нидерланды      | 6-е          | 2,21 м    |
| 2008 | Чемпионат мира среди юниоров    | Быдгощ, Польша           | 2-е          | 2,24 м    |
| 2009 | Чемпионат Европы в помещении    | Турин, Италия            | 14-е (квал.) | 2,22 м    |
| 2009 | Чемпионат Европы среди молодёжи | Каунас, Литва            | 1-е          | 2,28 м    |
| 2009 | Чемпионат мира                  | Берлин, Германия         | 3-е          | 2,32 м    |
| 2010 | Командный чемпионат Европы      | Берген, Норвегия         | 8-е          | 2,18 м    |
| 2010 | Чемпионат Европы                | Барселона, Испания       | 10-е         | 2,19 м    |
| 2015 | Чемпионат Европы в помещении    | Прага, Чехия             | 9-е (квал.)  | 2,24 м    |
| 2015 | Командный чемпионат Европы      | Чебоксары, Россия        | 10-е         | 2,14 м    |
| 2015 | Универсиада                     | Кванджу, Южная Корея     | 6-е          | 2,20 м    |
| 2015 | Чемпионат мира                  | Пекин, Китай             | 33-е (квал.) | 2,22 м    |
| 2016 | Чемпионат Европы                | Амстердам, Нидерланды    | 16-е (квал.) | 2,23 м    |
| 2016 | Олимпийские игры                | Рио-де-Жанейро, Бразилия | 30-е (квал.) | 2,22 м    |
| 2017 | Чемпионат Европы в помещении    | Белград, Сербия          | 1-е          | 2,32 м    |